# 小林佐三郎
小林 佐三郎（こばやし ささぶろう、1906年3月9日 - 1995年11月30日）は、日本の経営者、工学博士。長野県出身。位階は従四位。

## 経歴
1927年に浜松高等工業学校応用化学科を卒業し、同年に日本製鋼所に入社。
1947年5月に取締役に就任し、1949年12月に常務、1957年11月に専務を経て、1961年11月に副社長に就任し、1965年11月には社長に昇格。1973年11月に会長を経て、1983年6月から相談役を務めた。
1967年4月に藍綬褒章を受章し、1976年4月に勲二等瑞宝章を受章。
1995年11月30日心不全のために死去。89歳没。死没日付をもって従四位に叙された。